# Hypseocharis
Hypseocharis je rod rostlin z čeledi kakostovité. Jsou to vytrvalé byliny s přízemní růžicí zpeřených nebo zpeřeně členěných listů a pětičetnými pravidelnými květy. Plodem je tobolka. Rod zahrnuje 6 druhů a je rozšířen výhradně v jihoamerických Andách, kde se vyskytuje ve vysokohorských ekosystémech páramo a puna. V minulosti byl řazen do čeledi šťavelovité.

## Popis
Zástupci rodu Hypseocharis jsou vytrvalé, přízemní, bezlodyžné byliny s podzemní hlízou nebo ztlustlým hlavním kořenem. Listy jsou uspořádané v přízemní růžici, zpeřené nebo zpeřeně členěné, s celistvými, trojlaločnými nebo zpeřeně dělenými úkrojky. Květy jsou bílé, žluté, oranžové nebo červené, pravidelné, oboupohlavné, uspořádané ve stopkatých vrcholících nebo řidčeji jednotlivé. Obsahují dobře vyvinutý nektáriový terč. Kalich i koruna jsou pětičetné. Tyčinek je 5 nebo 15. Semeník obsahuje 5 komůrek s mnoha vajíčky. Čnělka je jednoduchá, zakončená hlavatou bliznou. Plodem je pozdně a nepravidelně pukající tobolka obsahující několik až mnoho drobných semen.

## Rozšíření
Rod Hypseocharis zahrnuje 6 druhů. Vyskytuje se výhradně v jihoamerických Andách v oblasti od severního Peru a Bolívii po severní Argentinu. Roste v nadmořských výškách od 2000 do 4200 metrů. Nejdále na jih zasahuje druh Hypseocharis pimpinellifolia.

## Taxonomie
Taxonomické zařazení rodu Hypseocharis bylo v minulosti nevyjasněné. V klasické taxonomii byl řazen zpravidla do čeledi Oxalidaceae, Tachtadžjan jej řadil do samostatné čeledi Hypseocharitaceae v rámci řádu Geraniales. V systému APG I z roku 1998 pak byl zařazen do čeledi Geraniaceae. Podle výsledků molekulárních studií tvoří tento rod bazální větev čeledi.